# Oberbaumbrücke
 (juillet 2023).
Si vous disposez d'ouvrages ou d'articles de référence ou si vous connaissez des sites web de qualité traitant du thème abordé ici, merci de compléter l'article en donnant les références utiles à sa vérifiabilité et en les liant à la section « Notes et références ».
L’Oberbaumbrücke est un pont traversant la Sprée à Berlin, construit dans le style néogothique de brique sur deux étages entre 1894 et 1896. Il relie les quartiers de Friedrichshain et Kreuzberg, d'anciens arrondissements de la ville qui ont été séparés par le mur de Berlin jusqu'en 1989. Pour cela, il est devenu un important symbole de l'unité de la ville.
L'étage supérieur voit passer les trains des lignes 1 et 3 du métro, l'étage inférieur assurant le passage des piétons, cyclistes et véhicules.

## Histoire
Le site d’Oberbaum désignait la partie de la barrière d’octroi de Berlin où le cours amont de la Sprée rejoint cette ville. L'extrémité aval de l'enceinte s'appelait, symétriquement, Unterbaum. On voit aujourd'hui à cet emplacement le pont du Kronprinz. C'était à l'origine, comme le nom l'indique, un tronc d'arbre, emporté en 1724 par une crue de la rivière, qui créa par la suite une retenue d'eau. Ce seuil improvisé empêchait d'ailleurs les navires qui ne s'étaient pas enregistrés à l'octroi, de pénétrer dans l'enceinte urbaine. À cette fin, la largeur restante de la Sprée avait été barrée en son milieu (à l'exception d'un petit pertuis) par un barrage à aiguilles. De nuit, les autorités fermaient le pertuis en engageant le tronc, planté de gros clous en fer pour sa manutention. L'urbanisation du faubourg de Stralau (aujourd'hui une partie de Friedrichshain) s'accompagna d'une rectification du lit de la rivière plus à l'est.

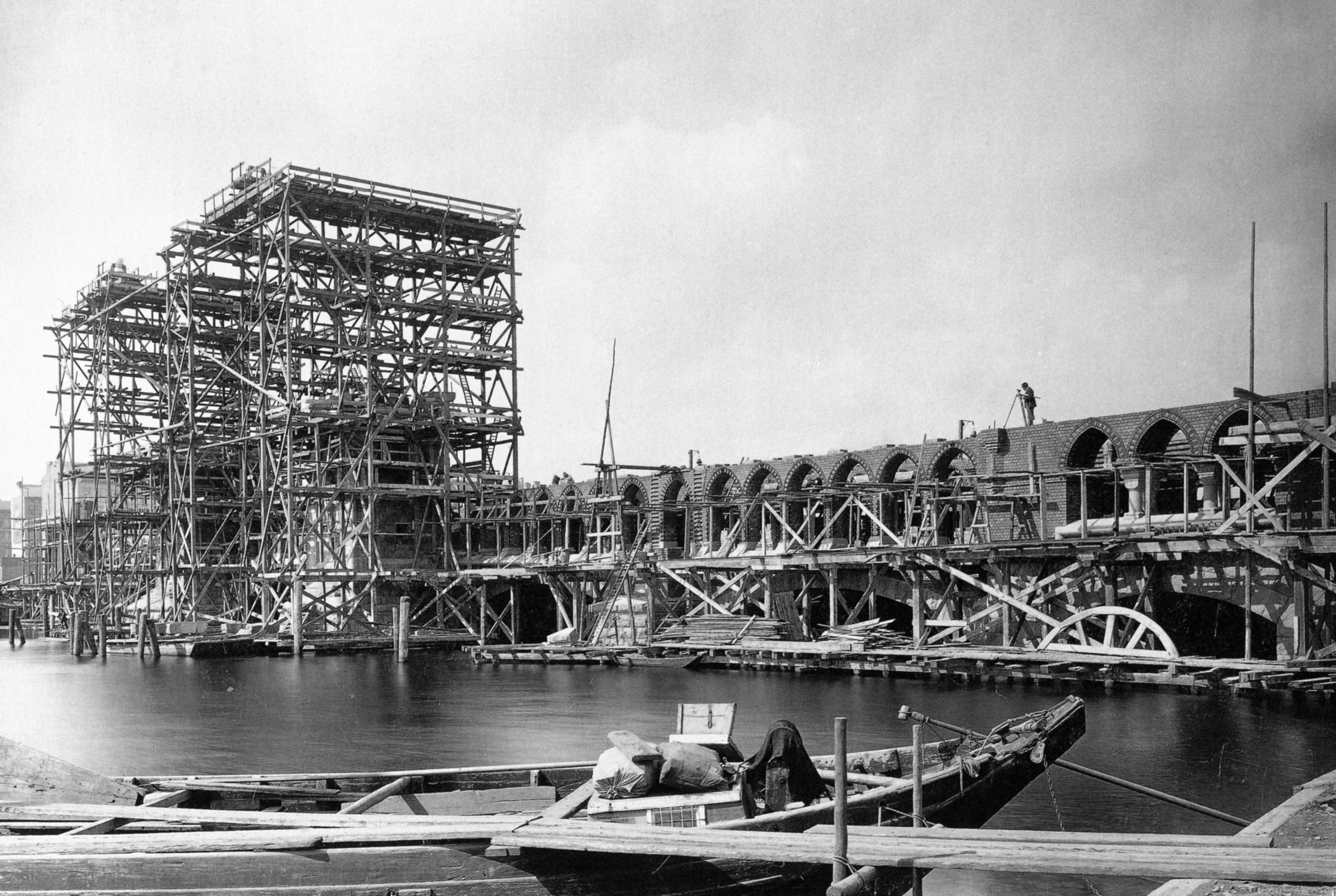
La construction de ce pont, 1895.

En 1893, la construction d'un pont ferroviaire par l'entreprise Siemens & Halske est autorisée, complétée par un nouveau pont routier. La conception a été fournis par l'architecte Otto Stahn (1859-1930) qui  avait pour ambition de reproduire la fonction historique d'une « porte des eaux ». Le pont combiné a été érigé entre 1894 et 1896 dans le style néogothique de brique. En 1902, la ligne ferroviaire aérienne du métro de Berlin (le tracé actuel des lignes 1 et 3) a été mise en service à l'étage supérieur. 
Le pont mesure 150 m, sa largeur est de 27,90 m. Les piles en béton à sept arches, comprises entre 7,50 et 22 m, supportent la structure en maçonnerie. Une promenade pédestre sous le viaduc ferroviaire prend l'aspect d'un cloître médiéval. L'arche centrale est flanquée de deux tours d'une hauteur de 34 m. Le design rappelle les fortifications des villes médiévales, comme la tour-porte centrale à Prenzlau ; les deux flèches sont ornées de reliefs représentant l'ours de Berlin et l'aigle du Brandebourg. Le viaduc au-dessous montre les blasons des villes brandebourgeoises de Custrin, Stendal, Brandebourg-sur-la-Havel, Potsdam, Prenzlau, Francfort-sur-l'Oder, Salzwedel et Neuruppin. 
Après le 13 août 1961, le lieu constitue l'un des huit postes frontaliers interurbains. Le 17 décembre 1963, le Sénat de Berlin-Ouest et le gouvernement de la RDA signent le premier des quatre accords sur les laissez-passer : des dizaines de milliers de Berlinois de l'Ouest passent alors la frontière sur l'Oberbaumbrücke pour une visite d'un jour, pour revoir leur famille installée à Berlin-Est. Après l'annonce, au soir du 9 novembre 1989, de la levée des restrictions de sortie du territoire pour les citoyens de RDA, la frontière de l'Oberbaumbrücke est elle aussi ouverte.
La mémoire de l’Oberbaum se perpétue à Friedrichshain avec la rue Am Oberbaum et Oberbaum City.

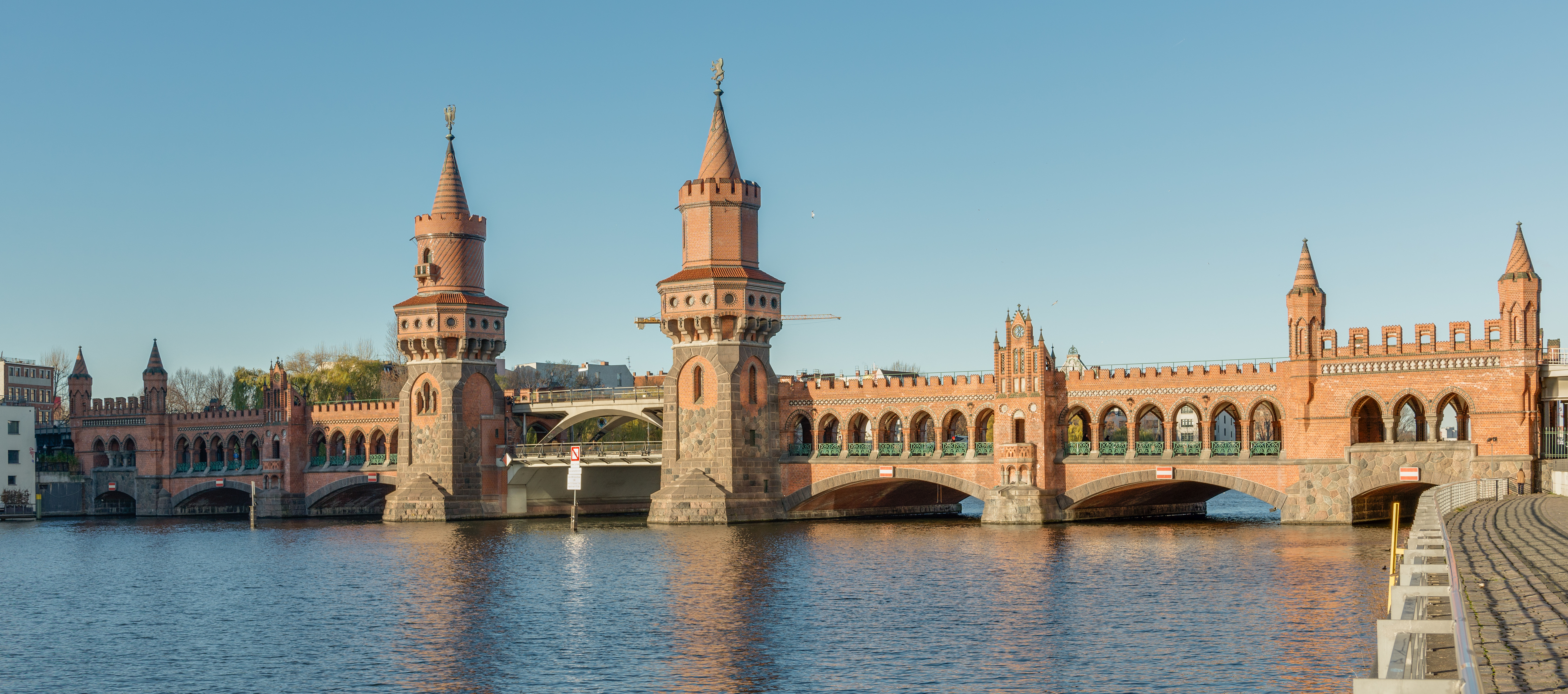
L'Oberbaumbrücke, traversant la Sprée, à Berlin.